# Esquirol pigmeu de les Filipines
L'esquirol pigmeu de les Filipines (Exilisciurus concinnus) és una espècie de rosegador de la família dels esciúrids. És endèmic de les Filipines. El seu hàbitat natural són els boscos primaris i secundaris de plana o montà. Es creu que no hi ha cap amenaça significativa per a la supervivència d'aquesta espècie, tot i que està afectada per la desforestació. El seu nom específic, concinnus, significa ‘bonic’ o ‘elegant’ en llatí.